# U-Boote
U-Boote (chinesisch 潛艇 / 潜艇, Pinyin Qiántǐng) ist eine Science-Fiction-Kurzgeschichte des chinesischen Schriftstellers Han Song, zuerst veröffentlicht am 17. November 2014. Eine deutsche Übersetzung von Karin Betz erschien am 9. März 2020 in der Anthologie Zerbrochene Sterne, herausgegeben vom Heyne Verlag.

## Handlung
Schon seit ihrer Kindheit beobachten die Dorfbewohner der Umgebung am Ufer des Yangtse die dortigen U-Boote. Zu Grundschulzeiten wurden die U-Boote noch gezeichnet und zu Gymnasiumszeiten tauchen einige mutige Kinder sogar zu ihnen hinab. Eines Nachts bricht ein Feuer auf einem der U-Boote aus, die in Wahrheit aus Holz bestehen, und führt zu einer regelrechten Katastrophe. Flammen tanzen über den Yangtse, anschließend treiben die Überreste hinab. Zahlreiche Menschen beobachten das Ereignis die ganze Nacht hindurch. Ab diesem Tag tauchte nie wieder ein U-Boot im Yangtse auf.

## Kritik
Kai U. Jürgens von diezukunft.de schreibt, die Kurzgeschichte ist einer „ganz eigenen Erzählwelt [....] verpflichtet“ und „entfaltet magischen Realismus“. Gary K. Wolfe schreibt im Locus Magazine, dass die Kurzgeschichte eine mächtige Metapher für ökonomische Unterdrückung sei („powerful metaphor for economic oppression“).